# 民防衛隊
大韓民国民防衛隊（だいかんみんこく・みんぼうえいたい）は、大韓民国における民間防衛組織である。総数628万人に上り、非常時には動員される。通称“民防“（민방）。英語では“ROK Civil Defense Corps”と訳す。

## 沿革

旧民防衛隊旗

1975年7月25日に制定された民防衛基本法により、同年9月22日に発足した。1975年4月の南ベトナム陥落、ラオスやカンボジアの共産化、といったインドシナ半島における一連の事態を教訓に安保体制強化を図ったものである。また都市化や産業化、気象異変に伴う災害多発に対処し、被害を最小化しようとする災害・災難対応としての側面もあった。
- 1975年7月25日：民防衛基本法施行
- 1975年8月29日：内務部（現・行政自治部）に民防衛本部を設置。
- 1975年9月22日：民防衛隊発足
- 1976年10月31日：民防衛空襲警報網移管（治安本部・民防衛本部）
- 1987年1月1日：中央民防衛学校設置（1994年4月21日廃止）
- 2004年6月1日：消防防災庁に任務移管（民防衛計画課）
- 2005年8月8日：民防衛服制変更
- 2006年9月22日：民防衛編成年齢を20～40歳に変更（民防衛基本法2007年1月1日施行より）[2]

## 任務
民防衛隊の業務は民防衛基本法施行令に基づいて平時と有事における業務が分けられ、以下のように定められている。
- 平時

1. 挙動不審者および民防衛事態等の通報網の管理・運営
2. 民防衛教育・屋内退避等の訓練
3. 各種災難待避予防活動
4. 非常給水施設、待避所、待避地域及び統制所の設置管理
5. 民防衛警報網の管理及び警報体制の確立
6. 民防衛施設の維持管理

- 有事

1. 警報伝達、住民統制
2. 交通統制、灯火管制
3. 人命救助、医療、消火活動
4. 被害施設物の応急復興
5. 敵の進行時の軍事作戦に必要な物資の運搬など労力支援
6. 民心安定、戦勝意識の鼓吹など

## 隊員
20歳から40歳までの男性が対象。なお対象年齢男子のうち、国会議員、地方議会議員、軍人、予備役軍人、警察官、義勇消防隊（消防団）などは除外（基本法第18条第1項1～18号）。女性は志願すれば入隊が可能。発足当初、民防衛隊の対象年齢は17～50歳であったが、1983年に20～45歳となり、2007年からは20～40歳となっている。

## 組織
地域民防衛隊と職場民防衛隊に分かれ、地域では統長（自治会長）や班長（隣組長）が隊長となる。民防衛隊員の総数は628万人に上り、年10日、50時間の限度で訓練を受け、非常時には消防防災庁長または地方自治団体長（局地的な場合）が出動を命じる。国民の義務として無給であるが、業務遂行中に死亡すれば、補償制度はある。また申告違反には過料が課される。